# Primera división B chilena
Primera B – druga liga w chilijskich rozgrywkach ligowych (Liga Chilena de Fútbol) organizowanych przez federację Federación de Fútbol de Chile. Obecnie w drugiej lidze chilijskiej gra 16 klubów.

## Kluby
| Nazwa                 | Miasta       | Założenie            | Stadion                            | Pojemność |
| --------------------- | ------------ | -------------------- | ---------------------------------- | --------- |
| Barnechea FC          | Santiago     | 23 grudnia 1929      | Estadio San Carlos de Apoquindo    | 20 000    |
| Cobreloa              | Calama       | 7 stycznia 1977      | Estadio Municipal de Calama        | 20 180    |
| Coquimbo Unido        | Coquimbo     | 15 sierpnia 1957     | Estadio Francisco Sánchez Rumoroso | 15 000    |
| Curicó Unido          | Curicó       | 12 lipca 1912        | Estadio La Granja                  | 6000      |
| Deportes Concepción   | Concepción   | 29 lutego 1966       | Estadio Municipal de Concepción    | 35 000    |
| Deportes Copiapó      | Copiapó      | 9 marca 1999         | Estadio Luis Valenzuela Hermosilla | 12 000    |
| Deportes La Serena    | La Serena    | 9 grudnia 1955       | Estadio La Portada                 | 18 000    |
| Deportes Puerto Montt | Puerto Montt | 6 maja 1983          | Estadio Regional de Chinquihue     | 11 300    |
| Deportes Temuco       | Temuco       | 27 czerwca 1917      | Estadio Municipal Germán Becker    | 29 259    |
| Everton               | Viña del Mar | 24 czerwca 1909      | Estadio Sausalito                  | 23 000    |
| Iberia                | Los Ángeles  | 15 czerwca 1933      | Estadio Municipal de Los Ángeles   | 5 000     |
| Magallanes            | Santiago     | 27 października 1897 | Estadio Santiago Bueras            | 5 000     |
| Ñublense              | Chillán      | 20 sierpnia 1916     | Estadio Nelson Oyarzún             | 17 500    |
| CSD Rangers           | Talca        | 2 listopada 1902     | Estadio Fiscal de Talca            | 17 020    |
| Santiago Morning      | Santiago     | 16 października 1903 | Estadio Municipal de La Pintana    | 2 700     |
| Unión San Felipe      | San Felipe   | 16 października 1956 | Estadio Municipal de San Felipe    | 13 162    |

## Mistrzowie drugiej ligi chilijskiej

### División de Honor
| Rok  | Mistrz                  |
| 1936 | Universidad de Chile    |
| 1937 | Universidad de Chile    |
| 1943 | Maestranza Central      |
| 1944 | Club Bernardo O'Higgins |
| 1945 | Iberia                  |
| 1947 | Ferroviarios            |
| 1948 | Ferroviarios            |
| 1949 | Ferroviarios            |

### Liga zawodowa
| Rok     | Mistrz                    | Wicemistrz                |
| 1952    | Palestino                 | Rangers                   |
| 1953    | Thomas Bata               | América de Rancagua       |
| 1954    | O’ Higgins-Braden         | América de Rancagua       |
| 1955    | San Luis                  | Unión La Calera           |
| 1956    | Universidad Católica      | Deportes La Serena        |
| 1957    | Deportes La Serena        | Santiago Morning          |
| 1958    | San Luis                  | Santiago Morning          |
| 1959    | Santiago Morning          | Green Cross               |
| 1960    | Green Cross               | Deportes La Serena        |
| 1961    | Unión La Calera           | Unión San Felipe          |
| 1962    | Coquimbo Unido            | San Antonio Unido         |
| 1963    | Green Cross               | Trasandino                |
| 1964    | O’Higgins                 | Lister Rossel             |
| 1965    | Ferrobádminton            | Huachipato                |
| 1966    | Huachipato                | Coquimbo Unido            |
| 1967    | Deportes Concepción       | Lota Schwager             |
| 1968    | Antofagasta Portuario     | San Luis                  |
| 1969    | Lota Schwager             | Ñublense                  |
| 1970    | Unión San Felipe          | Iberia                    |
| 1971    | Naval                     | Ñublense                  |
| 1972    | Palestino                 | Ferroviarios              |
| 1973    | Deportes Aviación         | Ñublense                  |
| 1974    | Santiago Morning          | Everton                   |
| 1975    | Universidad Católica      | Deportes Ovalle           |
| 1976    | Ñublense                  | O’Higgins                 |
| 1977    | Coquimbo Unido            | Rangers                   |
| 1978    | Santiago Wanderers        | Naval                     |
| 1979    | Deportes Iquique          | Magallanes                |
| 1980    | San Luis                  | Ñublense                  |
| 1981    | Deportes Arica            | Santiago Morning          |
| 1982    | A. Fernández Vial         | Everton                   |
| 1983    | Cobresal                  | San Luis                  |
| 1984    | Unión La Calera           | Deportes Concepción       |
| 1985    | Trasandino                | A. Fernández Vial         |
| 1986    | Lota Schwager             | O’Higgins                 |
| 1987    | Deportes La Serena        | Deportes Valdivia         |
| 1988    | Rangers                   | Unión San Felipe          |
| 1989    | Universidad de Chile      | Palestino                 |
| 1990    | Provincial Osorno         | Coquimbo Unido            |
| 1991    | Deportes Temuco           | Huachipato                |
| 1992    | Provincial Osorno         | Deportes Iquique          |
| 1993    | Rangers                   | Cobresal                  |
| 1994    | Deportes Concepción       | Huachipato                |
| 1995    | Santiago Wanderers        | Audax Italiano            |
| 1996    | Deportes La Serena        | Deportes Puerto Montt     |
| 1997-A  | Rangers                   | Everton                   |
| 1997-C  | Deportes Iquique          | Everton                   |
| 1998    | Cobresal                  | O’Higgins                 |
| 1999    | Unión Española            | Santiago Wanderers        |
| 2000    | Unión San Felipe          | Rangers                   |
| 2001    | Deportes Temuco           | Cobresal                  |
| 2002    | Deportes Puerto Montt     | Universidad de Concepción |
| 2003    | Everton                   | Deportes La Serena        |
| 2004    | Deportes Melipilla        | Deportes Concepción       |
| 2005    | Santiago Morning          | Deportes Antofagasta      |
| 2006    | Deportes Melipilla        | Ñublense                  |
| 2007    | Provincial Osorno         | Rangers                   |
| 2008    | Curicó Unido              | Deportes Iquique          |
| 2009    | Unión San Felipe          | Santiago Wanderers        |
| 2010    | Deportes Iquique          | Unión La Calera           |
| 2011    | Deportes Antofagasta      | Rangers                   |
| 2012    | San Marcos Arica          | Ñublense                  |
| 2013-T  | Universidad de Concepción | Curicó Unido              |
| 2013-14 | San Marcos Arica          | Barnechea FC              |
| 2014-15 | San Luis                  | Unión San Felipe          |